# Prvenstvo Hrvatske u hokeju na travi za žene 2009./10.
Prvenstvo Hrvatske u hokeju na travi za sezonu 2004/05. u ženskoj konkurenciji.
Sudionice su bile zagrebački Zrinjevac i Zrinjevac 2, zelinska Viktoria i zagrebačka Mladost.

## Rezultati
- 6. kolo, 2.-6. lipnja 2010.

```
Mladost     - Zrinjevac    1:9
Zrinjevac 2 - Viktoria     6:2
```

## Konačni poredak
```
Por.  Klub      Ut  Pb  N Pz   RP   Bod
1. Zrinjevac     6   6  0  0  +52    18
2. Viktoria      6   3  0  3  -16     9
3. Zrinjevac 2   6   2  0  4  -19     6
4. Mladost       6   1  0  5  -17     3
```

Hrvatske prvakinje za sezonu 2009/10. su igračice  zagrebačkog Zrinjevca.